# Euploea latifasciata
Euploea latifasciata är en fjärilsart som beskrevs av Gustav Weymer 1885. Euploea latifasciata ingår i släktet Euploea och familjen praktfjärilar. IUCN kategoriserar arten globalt som livskraftig. Inga underarter finns listade i Catalogue of Life.